# روما فورن
روما فورن (انگلیسی: Romà Forns; ۹ سپتامبر ۱۸۸۵ – ۲۶ آوریل ۱۹۴۲) بازیکن فوتبال و مربی اهل اسپانیا بود. او اولین بازی خود را به عنوان یک فوتبالیست در اواخر سال ۱۹۰۲ انجام داد و یک فصل برای ایرلندی اف سی بازی کرد اما بقیه دوران حرفه‌ای خود را در باشگاه فوتبال بارسلونا و تیم ملی فوتبال کاتالونیا گذراند و همیشه در پست مهاجم بازی می‌کرد.
وی همچنین در تیم ملی فوتبال بازی کرده‌است.